# ムラサキルエリア
ムラサキルエリア（学名：Ruellia tuberosa 、英語: Minnieroot、Fever root、Snapdragon root、Sheep potato、タイ語: ต้อยติ่ง）は、キツネノマゴ科の被子植物である。その原産地は中米であるが、現在は、南アジアや東南アジアの諸国に帰化している。
ジャノメタテハモドキ、カリブタテハモドキ等いくつかの蝶の種は、この植物を食する。

## 概要と特徴
厚い紡錘形の根と、目立つ漏斗状の紫色の花を有する二年生植物である。その果実は、約20個の種子を含む2センチメートル長の固い蒴である。この植物の別名「Popping pod」、「Duppy gun」、そして「Cracker plant」は、子どもたちが唾や水に触れさせるとはじける乾燥した果実で遊ぶことが好きであるという事実に由来する。
この植物は、湿潤な日陰の環境においてみられる。しかし、草地や道路沿い（耕地では多くの場合雑草となる）の環境のほうが適しており、乾生植物、人里植物として生育する。
民間療法やアーユルヴェーダでは、利尿薬、抗糖尿病薬、解熱薬、鎮痛薬、抗高血圧薬、消化性潰瘍の治療薬、淋病の治療薬として使用されている。また、織物用の天然染料としても用いられることがある。

## 小惑星
小惑星番号21540イッチパニャナンは、ムラサキルエリアの研究で2006年にインテル国際学生科学技術フェアで2等賞となったスクスン・イッチパニャナン（Suksun Itthipanyanan）にちなむ。